# Stachylina minuta
Stachylina minuta är en svampart som beskrevs av M. Gauthier ex Lichtw. 1984. Stachylina minuta ingår i släktet Stachylina och familjen Harpellaceae.   Inga underarter finns listade i Catalogue of Life.